# Bournemouth Saturday Football League

Biểu tượng của giải

Bournemouth Saturday League là một hệ thống giải đấu bóng đá Anh ở Bournemouth. Có tất cả sáu hạng đấu. Hạng đấu cao nhất là Premier Division (Ngoại hạng), các hạng đấu nằm ở cấp độ 13-17 trong Hệ thống các giải bóng đá ở Anh. Đây là giải đấu góp đội cho Dorset Football League Senior Division.

## Các câu lạc bộ mùa giải 2015–16
Ngoại hạng (11)
- Alderholt
- Allendale
- Bournemouth Electric
- Bournemouth Manor
- Bournemouth Sports
- Ferndown Sports
- Gotham
- Hamworthy Recreation
- Merley Cobham Sports Dự bị
- Parley Sports
- Westover Bournemouth

Hạng Nhất (9)
- AFC Burton
- AFC Pennington
- Bournemouth Manor Dự bị
- Bournemouth Poppies Dự bị
- Bournemouth Sports Dự bị
- Ferndown Sports Dự bị
- Holt Dự bị
- Redlynch & Woodfalls
- Sway Dự bị

Hạng Hai (11)
- Alderholt Dự bị
- Allendale Dự bị
- Bournemouth Electric Dự bị
- Lower Parkstone CFC
- Mudeford Mens Club
- Portcastrian
- Queens Park Athletic
- Poole Borough Dự bị
- Talbot Rise
- West Howe
- Westover Bournemouth Dự bị

Hạng Ba (11)
- Bisterne United
- Boldre Royals
- Bournemouth Electric A
- Bournemouth Manor A
- Cherry Bees
- Fordingbridge Turks
- Magpies
- Milford
- New Milton Eagles
- Old Oakmeadians
- Throop United

Hạng Bốn (12)
- AFC Bransgore
- AFC Burton Dự bị
- AFC Milford Club
- Alderholt A
- Bransgore United
- Burley
- Cranborne Dự bị
- FC Barolo
- Ferndown Sports A
- New Milton Rovers
- Parkstone Athletic
- Redlynch & Woodfalls Dự bị